# Sabine Koning
Pour les articles homonymes, voir Koning.
Sabine Koning, née le 13 septembre 1973 à Amsterdam, est une actrice, productrice et photographe néerlandaise.

## Filmographie

### Cinéma
- 1997 : All Stars (en) : elle-même
- 2005 : Zoop in Afrika (nl) : Gaby Meerman

### Téléfilms
- 1992-2014 : Goede tijden, slechte tijden : Anita de Jong-Dendermonde
- 1995 : M'n dochter en ik (nl) : Tetske
- 1997 : Baantjer : Denise de Miranda
- 1997 : Bed & Breakfast (nl)
- 2001 : Costa! (nl) : Deborah
- 2003 : Bon bini beach (nl)
- 2004-2006 : ZOOP (nl) : Gaby Berenger-Meerman
- 2004 : Het Glazen Huis (nl) : Deborah Clarkson
- 2004 : Kees & Co (nl) : Meisje
- 2005 : Onderweg naar Morgen : Yvonne Hulst